# Stiersprong

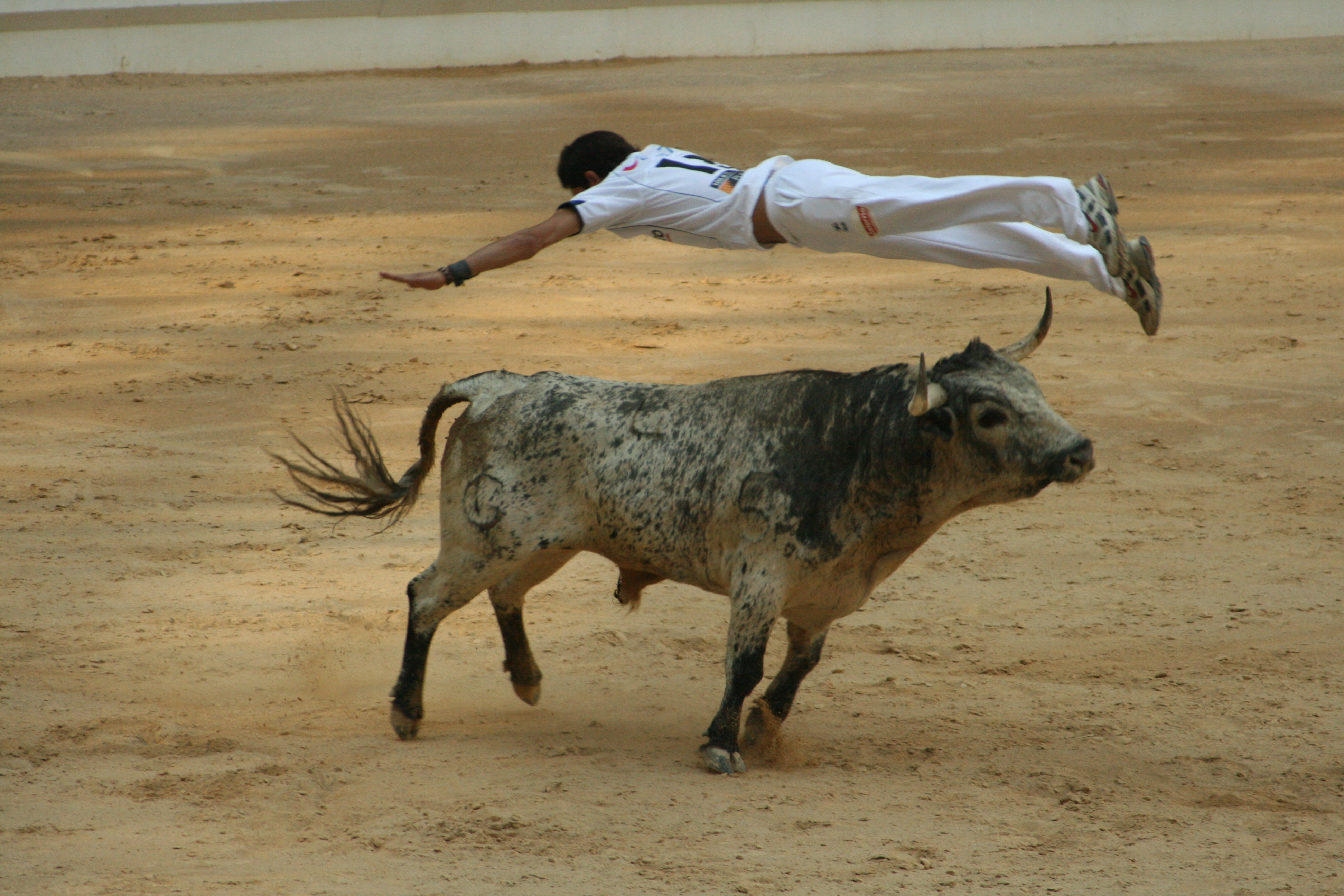
Een sprong van een recortador

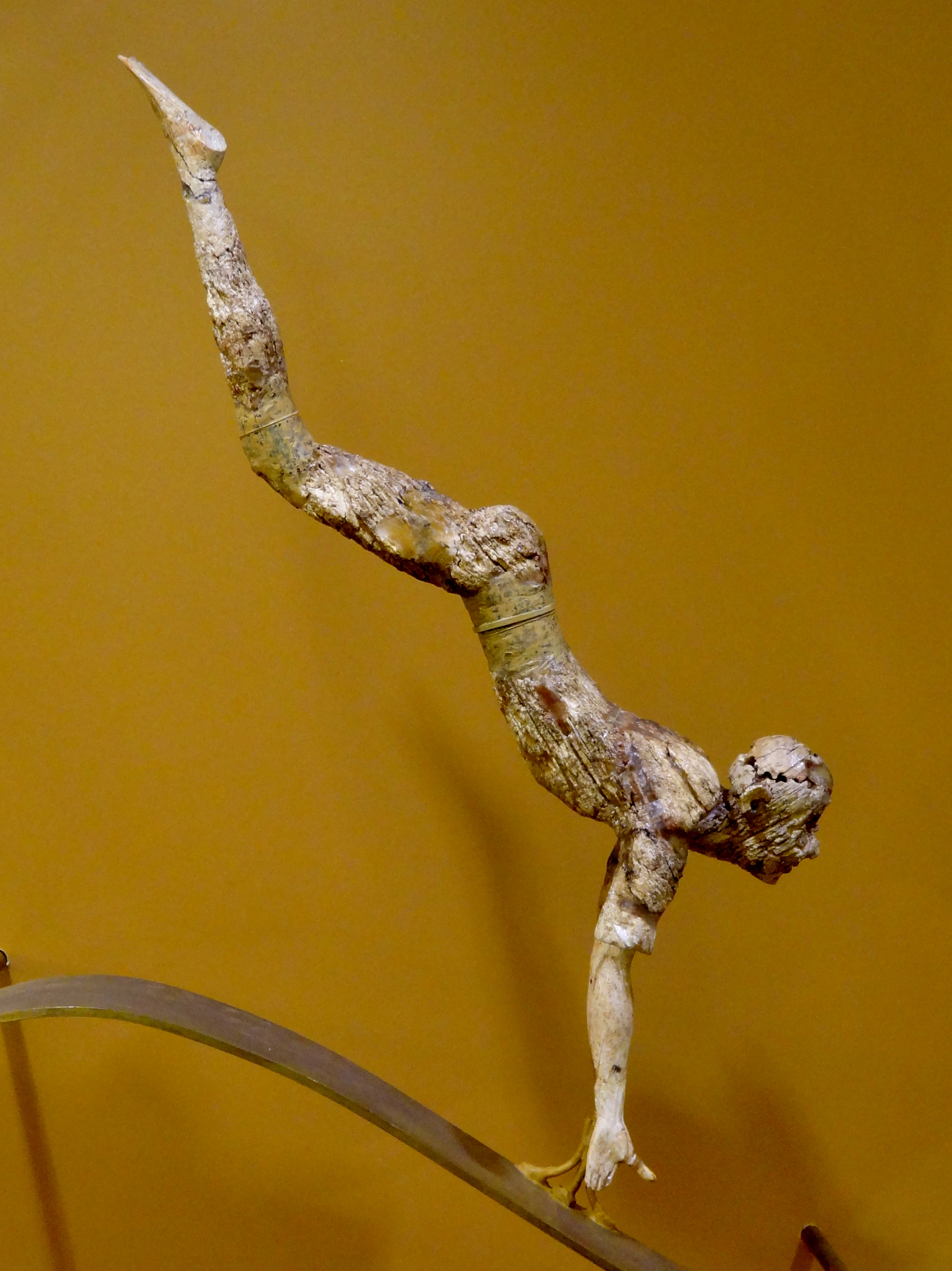
De stierspringer, een ivoren beeldje uit het paleis van Knossos, Kreta (1500 voor Christus). Het enige overblijvende figuurtje uit een groter geheel. De vroegste drie dimensionale weergave van een stiersprong. Er wordt verondersteld dat dunne gouden draden werden gebruikt om het figuurtje boven de stier te hangen.

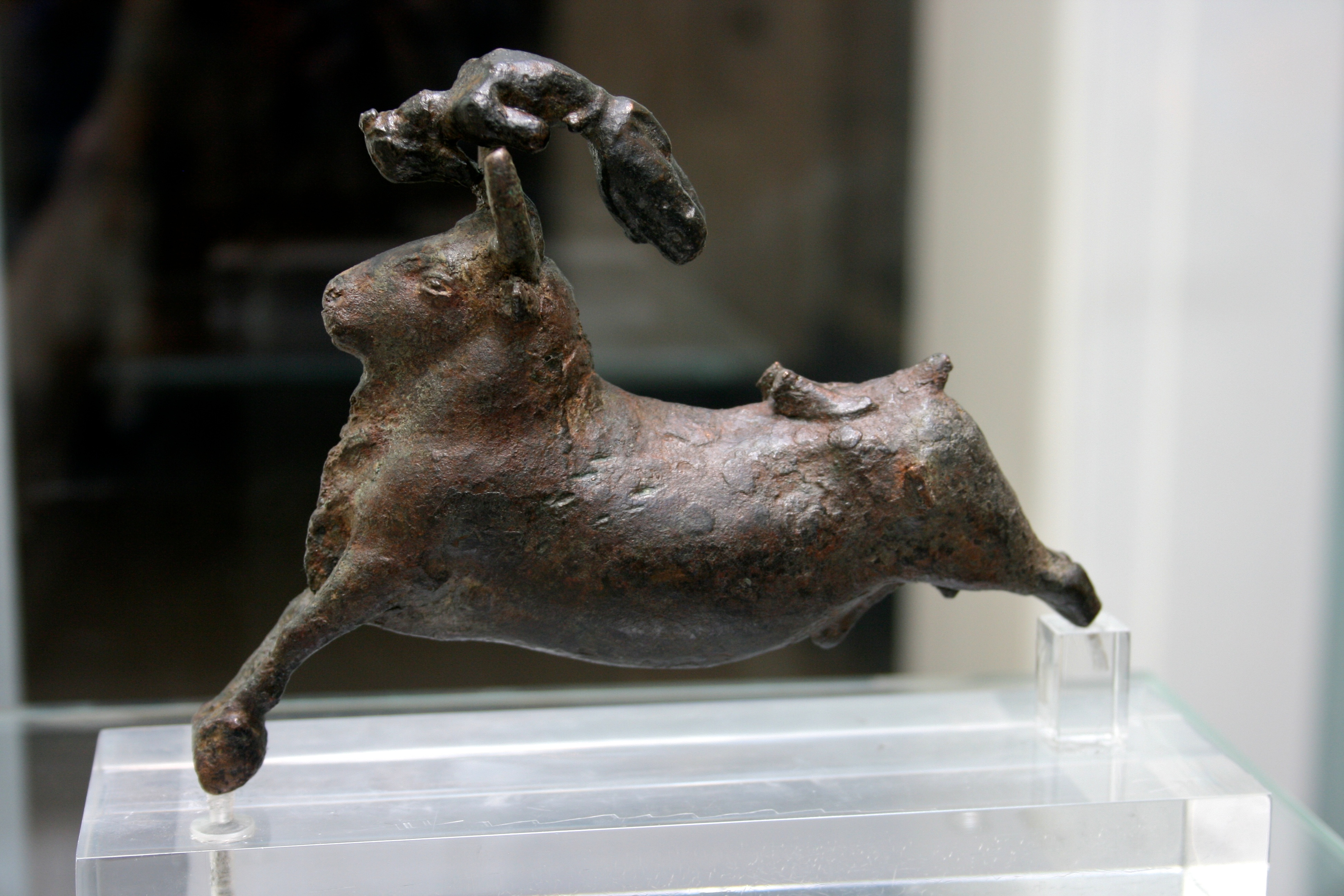
Minoïsche beschaving: Kreta, 1550-1450 v.Chr.

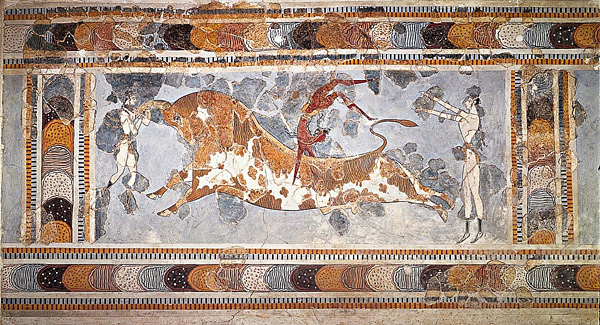
Fresco uit Knossos

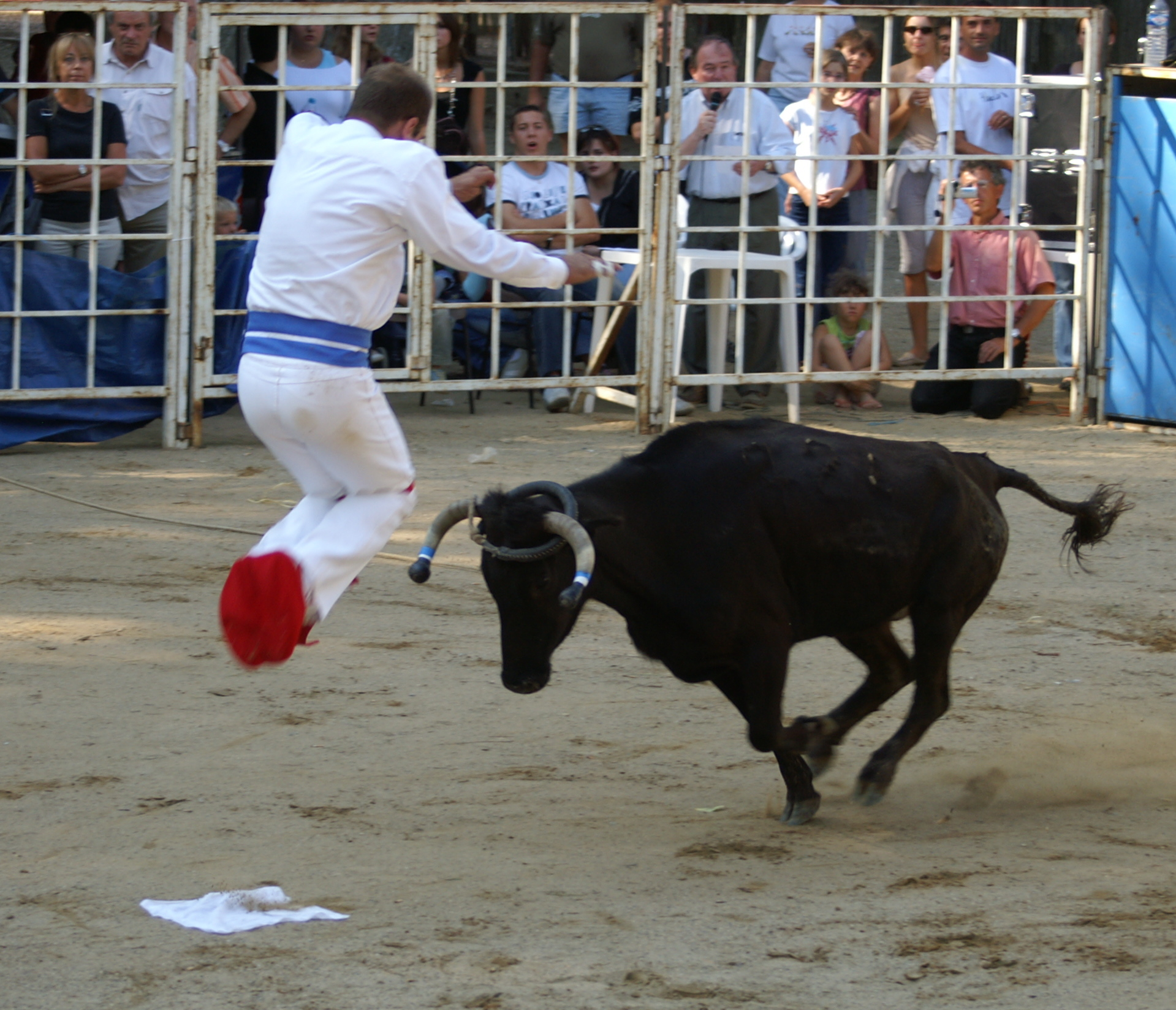
Een springer van de course landaise (2006)

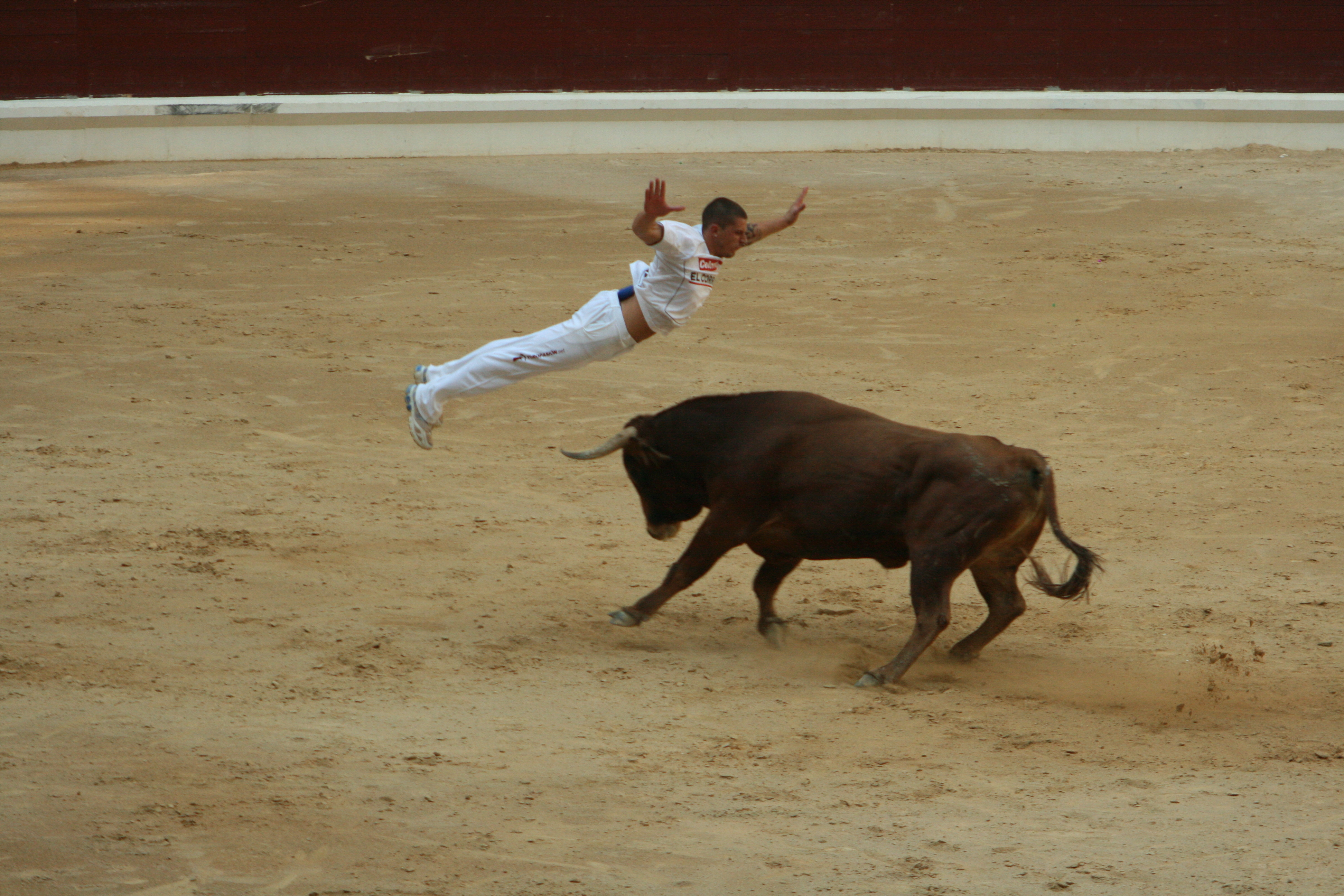
Stiersprong tijdens een hedendaags concurso de recortes

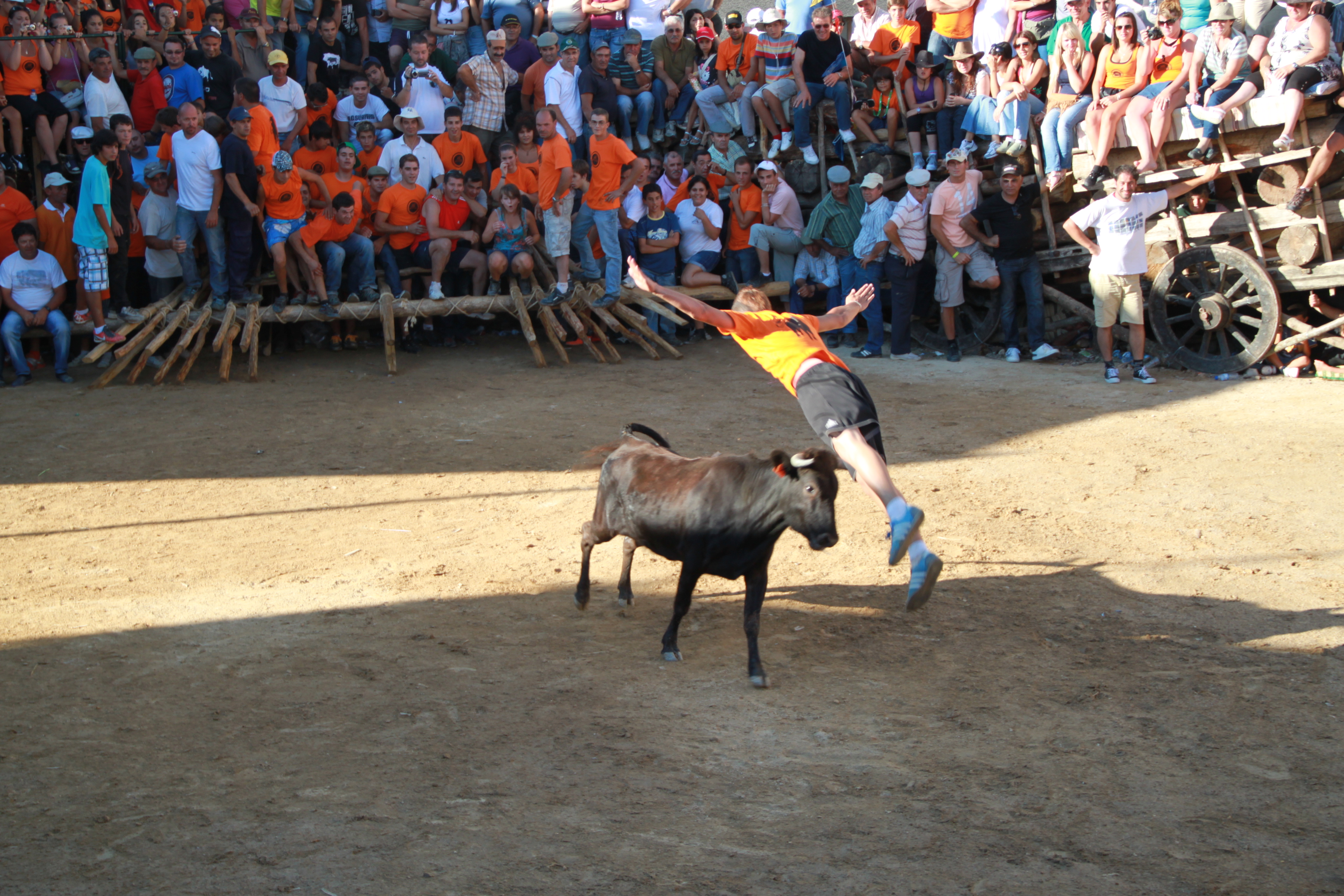
Portugese stiersprong

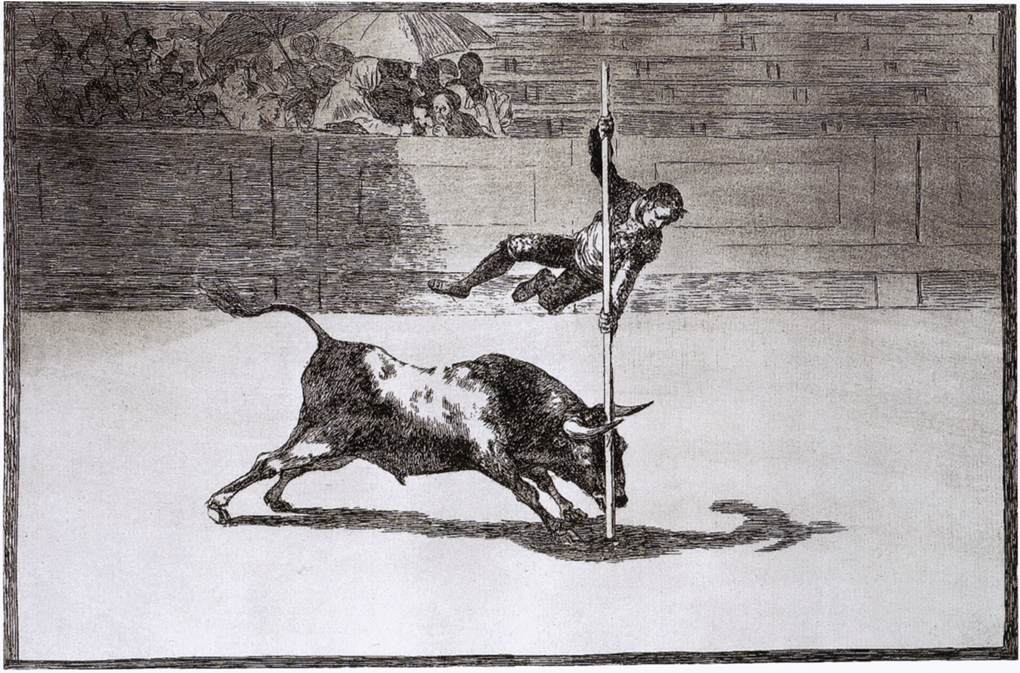
De snelheid en durf van Juanito Apiñani in de arena van Madrid (1815-16). Ets en waterverf van Francisco de Goya

De Stiersprong (ook taurokathapsia, in het Grieks ταυροκαθάψια) is een bekend motief in de figuratieve kunst van de Midden Bronstijd, bijvoorbeeld in de Minoïsche beschaving op Kreta, en wordt ook gevonden bij het rijk der Hettieten in Anatolië, de Levant, het archeologisch complex Bactrië-Margiana en de Indusvallei. Het wordt vaak uitgelegd als de afbeelding van een ritueel in verband met de verering van de stier zoals deze al uit het oude Egypte met de verering van de stiergod Mnevis bekend is.
Het ritueel bestaat ook heden ten dage nog als een sportief gebeuren waarbij een atletische persoon een acrobatische sprong maakt over een aanvallende stier.

## Iconografie
Younger gaf in 1995 de volgende categorieën van stierspringen in de oudheid:
- type I: de acrobaat nadert de stier van voren, grijpt de hoorns en maakt een achterwaartse salto.
- type II: de acrobaat nadert de stier van voren, duikt over de hoorns zonder ze aan te raken en drukt zich met de handen op de rug van de stier omhoog in een achterwaartse salto.
- type III: de acrobaat is afgebeeld midden in de lucht boven de rug van de stier, in tegengestelde richting van de stier.

De afbeeldingen van het type III worden vaak gevonden bij laat Minoïsche (IIIB) kunst (1400 tot 1300 v.Chr.). Fresco’s in Tell el Dab'a daterend van de 18e dynastie van Egypte (1600 tot 1400 v.Chr.) laten identieke afbeeldingen zien naast puur Egyptische motieven, om deze reden worden ze meestal toegeschreven aan in de Minoïsche beschaving werkzame Egyptische ambachtslieden.
Andere voorbeelden van stierspringscènes zijn in Syrië gevonden, bijvoorbeeld een cilindrische zegelafdruk gevonden in laag VII in Alalakh (de Babylonische, periode van 1900 of 1800 v.Chr.) die twee acrobaten laat zien die een handstand maken op de rug van een stier met een anchteken tussen hen in geplaatst, nog een ander zegel toebehorend aan een dienaar van de Babylonische koning Shamshi-Adad I (ongeveer 1800 v.Chr.), naast nog andere Syrische exemplaren. Verder werd er nog in 1997 in Hüseyindede een vaas ontdekt daterend van ongeveer 1800 tot 1500 v.Chr.

## Minoïsch Kreta
De taurus wordt verondersteld tijdens de bronstijd op Kreta een sleutelrol te hebben gespeeld in de religieuze rituelen van de Minoïsche beschaving. Deze stierverering wordt wel meer gezien in de beschavingen rond de middellandse zee. Europa op de stier was een populair onderwerp in de kunst. De stier is op de archeologische vindplaats van het paleis van Knossos een veelvuldig gebruikt symbool in de kunst en decoratie.
Een andere uitleg van het motief zou kunnen zijn dat de afbeeldingen van de stiersprong een symbolische weergave zijn van de manier waarop de mythologische held Theseus over het astrologische sterrenbeeld van de Stier springt.
Men gaat er echter in het algemeen van uit dat de afbeeldingen een rituele sport weergeven waarbij menselijke atleten letterlijk over stieren springen als onderdeel van een religieuze rite of volksfeest.

## Hedendaags stierspringen

### Course landaise
Tegenwoordig komt het stierspringen nog voor in het zuidwesten van Frankrijk, in de vorm van de course landaise (alhoewel daar jonge koeien in plaats van stieren worden gebruikt). De vaars wordt hier door middel van een touw op een rechte lijn gehouden.

### Concurso de recortes
Een vergelijkbare maar voor de deelnemers veel gevaarlijker traditie van geweldloos stierspringen wordt beoefend in sommige delen van Spanje, zoals
Navarra, La Rioja, het noorden van Castilië en Valencia. Deze vorm wordt door recortadores beoefend. Deze atleten beconcurreren elkaar bij het elegant ontwijken en het springen over stieren zonder zelf gebruik te maken van rekwisieten als een muleta of een degen.
De springer, of zijn assistent, lokt de stier uit tot een aanval in een rechte lijn. De stierenacrobaat (recortador) rent naar de aanvallende stier en springt er op het laatste moment overheen, met of zonder salto. Voor het aanlokken van de stier mag de assistent gebruikmaken van een kleine cape. De stierspringer maakt in varianten van de sprong eventueel gebruik van een polsstok om over de aanvallende stier te springen.
Naast de spectaculaire stiersprong worden diverse andere stunts vertoond waarbij de recortadores de stieren op het allerlaatste moment met een minimale beweging ontwijken. In het algemeen is de kleding een eenvoudig wit tenue en wordt de stier nauwelijks aangeraakt.
De stier is groter dan de in de Franse course landaise gebruikte jonge koeien en bovendien wordt het dier niet in bedwang gehouden door veiligheidstouwen. Het aantal rekwisieten is meestal zeer beperkt, maar soms worden direct nadat de stier de arena heeft betreden kleine fakkels aan zijn hoorns bevestigd die het geheel nog spectaculairder moeten maken.
De sport wordt als gejureerde wedstrijd beoefend door jonge mannen en in een aparte categorie ook door jonge vrouwen. Deze sport is minder algemeen en minder populair dan de bloedige variant van het stierenvechten. Tevens roept zij echter veel minder bezwaren op bij beschermers van dierenrechten.